# David Guy Compton
Pour les articles homonymes, voir Compton.
 (juin 2017).
Œuvres principales
- La Mort en direct (L'Incurable)

David Guy Compton, né le 19 août 1930 à Londres et mort le 10 novembre 2023 dans le Maine aux États-Unis, est un écrivain britannique de science-fiction écrivant sous le nom de D. G. Compton.

## Biographie
David Guy Compton a fait publier sous différents noms des romans policiers (Guy Compton) et des romans gothiques (Frances Lynch).
David Guy Compton décède le 10 novembre 2023 dans le Maine.

## Œuvres

### Sous le nom de Guy Compton
- (en) Too Many Murderers (1962)
- (en) Medium for Murder (1963)
- (en) Dead on Cue (1964)
- (en) High Tide for Hanging (1965)
- (en) Disguise for a Dead Gentleman (1966)
- (en) And Murder Came Too (1967)

### Sous le nom D. G. Compton
- (en) The Quality of Mercy (1965)
- (en) Farewell, Earth's Bliss (1966)
- (en) The Silent Multitude (1967)
- (en) Synthajoy (1968)
- (en) The Palace (1969) (non-SF)
- Le Crocodile électrique 1975 ((en)The Steel Crocodile (1970) Alternate title: The Electric Crocodile) Publié chez Marabout - Gérard & Science fiction No 508, 1975
- (en) Chronocules (1971) Alternate titles: Chronicules and Hot Wireless Sets, Aspirin Tablets, the Sandpaper Slides of Used Matchboxes, and Something that Might have been Castor Oil
- La Mort en direct (L'Incurable) 1975 ((en) The Continuous Katherine Mortenhoe (1974) Alternate titles: The Unsleeping Eye and Death Watch) Publié chez Calmann-Lévy 1975  (ISBN 2-7021-0074-0),R & J'ai Lu 1984 No 1755  (ISBN 2-277-21755-7)
- (en) The Missionaries (1975)
- (en) A Usual Lunacy (1978)
- (en) Windows (1979)
- (en) Ascendancies (1980)
- (en) Scudder's Game (1988)
- (en) Ragnarok (1991), with John Gribbin
- (en) Nomansland (1993)
- (en) Stammering: its nature, history, causes and cures (1993) (non-fiction)
- (en) Justice City (1994)
- (en) Back of Town Blues (1996)
- (en) Die Herren von Talojz (1997) German translation only

### Sous le nom Frances Lynch
- (en) Twice Ten Thousand Miles (1974)
- (en) The Fine and Handsome Captain (1975)
- (en) Stranger at the Wedding (1976)
- (en) A Dangerous Magic (1978)
- (en) In the House of Dark Music (1979)

## Adaptation au cinéma
- Bertrand Tavernier adapte en 1980 le roman The Continuous Katherine Mortenhoe, or The Unsleeping Eye  sous le titre La Mort en direct. Compton est co-scénariste du film.
- Douglas Trumbull sort en 1983 le film Brainstorm qui s'inspire de Synthajoy.

## Source bibliographique
- Scholes, Robert; Rabkin, Eric S. (1977). Science Fiction: History, Science, Fiction. Oxford, England: Oxford University Press. p. 83.